# Девета војвођанска ударна бригада
Девета војвођанска ударна бригада НОВЈ формирана је 11. септембра 1944. године у Босутским шумама код Моровића од Босутског НОП одреда, Другог батаљона Седме војвођанске бригаде, нових бораца и пребеглих домобрана. У три батаљона имала је преко 700 бораца, а 16. октобра четири батаљона и батерију топова са 1,161 борцем. До краја септембра била је под непосредном командом Главног штаба НОВ Војводине, а од октобра под командом штаба Сремске оперативне зоне.

## Борбени пут бригаде
До половине октобра дејствовала је у Босутским шумама, нападала непријатељске колоне и транспорт на комуникацијама, обезбеђивала болницу Главног штаба Војводине, мобилисала и пребацивала нове борце за попуну јединица Дванаестог корпуса НОВЈ, који је у то време дјествовао у Мачви. Рушила је пругу између Шида и Кукујеваца 1/2. октобра, између Мартинаца и Кукујеваца 15/16. октобра и између Мартинаца и Лаћарка. Затим је дејствовала у рејону Фрушке горе, а са деловима и у Босутским шумама. 19/20. октобра водила је борбу са домобранском посадом у Соту код Шида, 23. октобра у садејству са Јуришним батаљоном Једанаесте војвођанске бригаде разбила је немачку колону између Великих Радинаца и Чалме, а у борбама 25-27. октобра у садејству са батаљоном Седме војвођанске бригаде заузела јако немачко упориште Врдник код Ирига. Крајем октобра била је под привременом командом 36. дивизије НОВЈ, водила борбе против Немаца у рејону Лежимир, Шишатовац, а 2. новембра пребачена је по наређењу Главног штаба Војводине преко Дунава у Футог и затим у Нови Сад, где је остала на обезбеђењу гарнизона. Дана 18. децембра 1944. године реорганизована је у Прву бригаду Седме дивизије КНОЈ.